# 陈之麟
陈之麟（1879年7月28日—1959年2月11日），字芷汀，福建海澄人，中国近代政治人物、企业家。

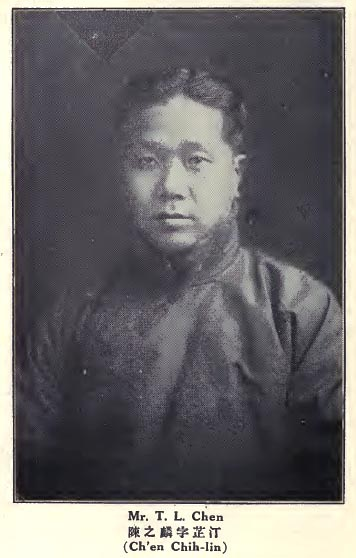
陈之麟

## 生平
陈之麟曾就读于福建英华书院，光绪二十九年（1903年）中癸卯科举人。宣统元年（1909年），当选福建咨议局副议长。后又任商办福建铁路总公司经理。中华民国成立后，任福建都督府财政部长。后改为福建省财政司长，兼任福建禁烟局总办，还曾任南路观察使等职。民国七年（1918年）当选为安福国会参议员。民国十二年（1923年）因曹锟贿选总统而离开官场。此后出任福州美丰银行副经理。民国十九年（1930年）起多次前往南洋参与管理各种厂场，并与林康祥合资创办了漳浦农场。民国三十八年（1949年），与好友陈嘉庚一同回到中国大陆。中华人民共和国成立后，历任福州市各界人民代表会议代表、福建省文史馆馆馆员、福建省政协委员等职。